# Walter Devereux, I conte di Essex
Walter Devereux, I conte di Essex (16 settembre 1541 – 22 settembre 1576), è stato un nobile e generale inglese.

## Biografia
Era il figlio maggiore di Sir Richard Devereux, figlio di Walter Devereux, I visconte Hereford, e di sua moglie, Lady Dorothea Hastings, figlia di George Hastings, I conte di Huntingdon. Attraverso i suoi genitori era legato alla famiglia Bourchier.

## Carriera
Nel 1558 successe al nonno; partecipò alla spedizione nel sopprimere la rivolta dei papisti del 1569, servendo come alto maresciallo di campo sotto il comando di Ambrose Dudley, III conte di Warwick e Lord Clinton. Per il suo zelo al servizio della regina Elisabetta I, in questa e in altre occasioni, fu creato conte di Essex nel 1572.
Desideroso di dare prova della "sua buona devozione a impiegarsi al servizio di Sua Maestà", propose, su alcune condizioni per sottomettere o colonizzare, a proprie spese, una porzione della provincia irlandese di Ulster. A quel tempo, Ulster era completamente sotto il dominio dei O'Neill, guidati da Sir Brian MacPhelim e Turlough Luineach, e degli scozzesi guidati da Sorley Boy MacDonnell. La sua offerta, con alcune modifiche, venne accettata. Egli salpò per l'Irlanda nel luglio 1573, accompagnato da una serie di conti, cavalieri e gentiluomini, e con un esercito di circa 1200 uomini.
La sua impresa ebbe un inizio infausto, una tempesta disperse la sua flotta e guidò alcune delle sue navi verso Cork e l'Isola di Man. Non tutti vari reggimenti raggiunsero il luogo di ritrovo prima dell'autunno, e fu costretto a radicare se stesso a Belfast per l'inverno. Qui le sue truppe sono state dimezzate dalle malattie, carestie e diserzione di poco più di 200 uomini. Fu l'autore del massacro di Rathlin.
Ritornò in Inghilterra alla fine del 1575.

## Matrimonio
Nel 1560 sposò Lettice Knollys (1539-1634), figlia di Sir Francis Knollys e Catherine Carey e cugina di Elisabetta I d'Inghilterra. Ebbero quattro figli:
- Lady Dorothy (1561-3 agosto 1619), sposò in prime nozze Sir Thomas Perrot, ebbero tre figlie, e in seconde nozze Henry Percy, IX conte di Northumberland, ebbero quattro figli;
- Lady Penelope (1561-7 luglio 1607), sposò Robert Rich, I conte di Warwick, ebbero cinque figli;
- Robert Devereux, II conte d'Essex (19 novembre 1566-25 febbraio 1601);
- Sir Walter (1570-1591).

## Morte
In seguito al suo ritorno in Inghilterra, si convinse ad accettare l'offerta della regina nel nominarlo Maresciallo d'Irlanda. Arrivò a Dublino nel settembre 1576, ma morì tre settimane dopo di dissenteria. Si sospettava che fosse stato avvelenato per volere del conte di Leicester, che avrebbe sposato la sua vedova due anni dopo. Venne effettuato un'autopsia che confermò che Essex morì per cause naturali.